# Yoel Juárez
Yoel Juárez (Mar del Plata, Provincia de Buenos Aires; 20 de marzo de 2002) es un futbolista argentino. Juega de delantero en círculo deportivo, de la Primera Nacional.

## Carrera

### Clubes
Juárez comenzó en las inferiores de Independiente de Mar del Plata, pero rápidamente fue captado por Aldosivi.
En 2018 firmó su primer contrato con el club. Un año más tarde, debutó profesionalmente el 15 de marzo en la victoria por 3-0 a Colón, ingresando a los 66 minutos por Alan Ruiz.

### Selección
Fue convocado por la Sub-17, dirigida por Diego Placente para participar del Granatkin Memorial. Debutó el 5 de junio de 2019, ingresando a los 69 minutos por Franco Orozco. Juárez logró salir campeón en su primer torneo con la selección.

## Clubes
|  | Club                 | País      | Año               |
|  | -------------------- | --------- | ----------------- |
|  | Aldosivi             | Argentina | 2019 - 2020       |
|  | Santamarina (cedido) | Argentina | 2021 - Actualidad |

## Estadísticas

### Clubes
- Actualizado hasta el 9 de julio de 2019.

| Aldosivi Argentina |                     |                     |   |   |   |   |   |   |   |   |
| 1.ª | 2018-19             | 2                   | 0 | 1 | 0 | - | - | 3 | 0 |   |
| 1.ª | 2019-20             | 0                   | 0 | 0 | 0 | - | - | 0 | 0 |   |
| 1.ª | 2020                | -                   | - | 0 | 0 | - | - | 0 | 0 |   |
| Total club | Total club          | Total club          | 2 | 0 | 1 | 0 | - | - | 3 | 0 |
| Total en su carrera | Total en su carrera | Total en su carrera | 2 | 0 | 1 | 0 | - | - | 3 | 0 |
| (1) Las copas nacionales se refiere a la Copa Argentina y a la Copa de la Liga Profesional. (2) Las copas internacionales se refiere a la Copa Libertadores y a la Copa Sudamericana. |                     |                     |   |   |   |   |   |   |   |   |

### Selección
| Selección     | Año           | Amistosos | Amistosos | Eliminatorias | Eliminatorias | Mundial | Mundial | Copa América | Copa América | Sudamericano Sub-17 | Sudamericano Sub-17 | Mundial Sub-17 | Mundial Sub-17 | Juegos Olímpicos | Juegos Olímpicos | Total | Total | Media goleadora |
| Selección     | Año           | PJ        | G         | PJ            | G             | PJ      | G       | PJ           | G            | PJ                  | G                   | PJ             | G              | PJ               | G                | PJ    | G     | Media goleadora |
| ------------- | ------------- | --------- | --------- | ------------- | ------------- | ------- | ------- | ------------ | ------------ | ------------------- | ------------------- | -------------- | -------------- | ---------------- | ---------------- | ----- | ----- | --------------- |
| Sub-17        | 2019          | 4         | 0         | -             | -             | -       | -       | -            | -            | -                   | -                   | -              | -              | -                | -                | 4     | 0     | 0               |
| Sub-17        | Total         | 4         | 0         | -             | -             | -       | -       | -            | -            | -                   | -                   | -              | -              | -                | -                | 4     | 0     | 0               |
| Total carrera | Total carrera | 4         | 0         | -             | -             | -       | -       | -            | -            | -                   | -                   | -              | -              | -                | -                | 4     | 0     | 0               |